# Charlottenborgs slott
För kulturbyggnaden och slottet Charlottenborg i Köpenhamn, se Charlottenborg, Danmark.
Charlottenborgs slott är en herrgård i Motala, Motala kommun i Östergötland. Huvudbyggnaden ligger vid Motala ström och har gett namn åt den stadsdel – Charlottenborg – som den numera ligger i. 

## Historik
Egendomen Charlottenborg hette tidigare Vräknebo och var belägen i Vinnerstads socken. Den tillhörde under medeltiden dels Vreta kloster, dels Vadstena kloster. Vräknebo samt i dess omedelbara närhet Jolstad, Kråksten och Torpa förlänades 1651 till greven och kavalleriöversten vid Östgöta ryttare, Ludvig Wierich Lewenhaupt. Vräknebo, Kråksten och Torpa bildade tillsammans ett säteri, som namngavs efter grevinnan Charlotte Susanne Marie von Hohenlohe-Neuenstein und Gleichen, som Lewenhaupt gift sig med 1650.
Herrgården uppfördes i sten i mitten av 1652 av Lewenhaupt. Vid Karl XI:s reduktion drogs egendomen in till kronan, men såldes snart och blev återigen privatägt. Charlottenborgs herrgård finns avbildat i Erik Dahlberghs praktverk Suecia antiqua et hodierna, då med tre våningar. Sitt nuvarande lägre utseende har byggnaden efter en större ombyggnad 1799–1803 och flera mindre senare, även om delar av 1600-talets byggnad går att hitta i dagens herrgård.
I början av 1920-talet byggdes kraftstationen i Motala ström, vilket gjorde att vattnet dämdes upp framför herrgård, varvid Hårstorpssjön bildades. Då försvann herrgårdens park som vette ner mot strömmen. Således ligger herrgård närmare vattnet idag än när det uppfördes. Sedan 1959 ägs herrgården av Motala kommun. 

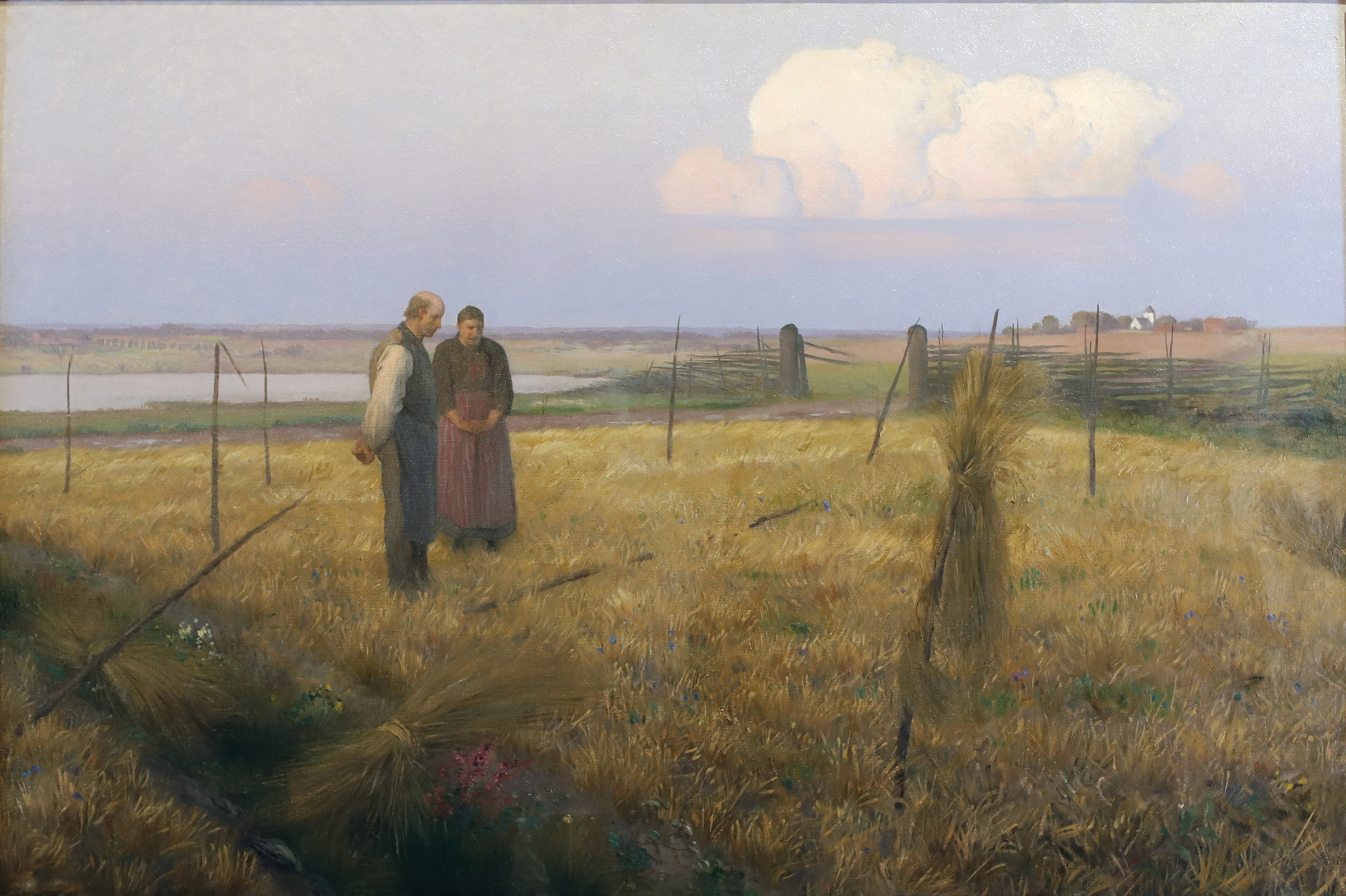
Svikna förhoppningar av August Malmström

### Motala museum
Charlottenborgs herrgård hyser numera Motala museum, där bland annat Sophia Isbergs unika träsniderier går att beskåda. Museet visar även främst svensk, men även internationell, konst från 1600-talet till 1900-talet. Bland de representerade konstnärerna finns August Malmström, Carl-Erik Törner och Johan Krouthén.  

### Spökerier
Det finns flera spökhistorier kring denna herrgård och boende i trakten känner det som en "spökherrgård". Exempelvis berättas om Vita frun, som sägs vara den första ägaren grevinnan Charlotte som efter sin död stod lik i herrgårdens kök i tre års tid, i väntan på makens död så att de båda kunde begravas samtidigt. 
Vita frun finns dessutom avbildad på ett glasfönster i herrgårdens trapphus; konstnären Carl-Erik Törner smyckade herrgårdens väggar vid sekelskiftet 1900. Hon visade sig för honom och han målade av henne på fönsterglaset. I barnkammaren bemålade Törner väggarna med sägnen om Ljungby horn och pipa.

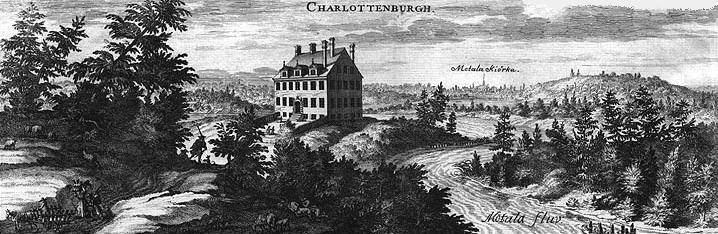
Charlottenborgs herrgård
och Motala kyrka från öster. Ur Suecia antiqua et hodierna, och därför troligen inte helt tillförlitlig.

### Ägarhistorik
- 1652: Ludwig Weirich Lewenhaupt låter bygga Charlottenborgs slott och döper det efter sin hustru Charlotte.

- 1668: Greve Ludwig dör och sonen Adam ärver slottet.

- 1719: Adam Lewenhaupt avlider i ryskt krigsfängelse efter att ha tjänstgjort i Karl XII:s armé och deltagit vid slaget vid Poltava. Kvar på Charlottenborg finns hans änka Brita Dorothea och parets fyra döttrar.

- 1730: Brita Dorothea Lewenhaupt avlider och slottet ärvs av dottern Anna Maria och hennes man Gerhard Cederhielm.

- 1766: Efter Anna Maria Lewenhaupts död ärvs ägorna av systern Catharina Sofia Cronhjort

- 1772: Catharina Sofia avlider och slottet övergår till Anna Marias systerson Adam Ludvig Boije. Under denna tid förfaller byggnaden, något som beskrivs i flera inventeringar från tiden.

- 1787: Adam Ludvig dör och slottet är i dåligt skick med trasigt tak och sönderslagna fönster

- 1790: Israel Lagerfelt köper slottet och inleder en omfattande renovering. Han utformar den nuvarande planlösningen, fasaden och gårdsplanen och köper in ett antal kakelugnar till huset.

- 1821: Israel Lagerfelt avlider och sonen Melcher ärver Charlottenborg.

- 1829: Släkten Lagerfelt säljer Charlottenborgs slott. Fastigheten köps av överadjutant A.G. Odencrantz.

- 1843: Odencrantz säljer slottet till Daniel Fraser, som varit teknisk ledare för Motala verkstad. Fraser betalar 6 000 pund sterling för egendomen som består av två utmarker, en kvarn, elva stugor för arbetare, en såg, 663 tunnland jord, 40 kor, 20 oxar, redskap, växande gröda, uthus, husgeråd och möbler, tillsammans fem hela hemman.

- 1849 Daniel Fraser avlider på Charlottenborg. Hustrun Agnes bor kvar på slottet tills hela egendomen säljs år 1858.

- 1858 Generallöjtnant Carl Gustaf Löwenhielm köper Charlottenborgs slott för sin ogifta dotter Agnes räkning.

- 1892 Agnes Löwenhielm dör och systern Natalia ärver Charlottenborg. En del renoveringar utförs under hennes tid och slottet utsmyckas med väggmålningar av Carl Erik Törner.

- 1898 Natalia Löwenhielm säljer till direktör Fredrik Asp. Här uppstår en dispyt; i systern Agnes testamente övergår Charlottenborgs slott och en livränta om 6000 kronor till Matilda Torell, som var en ”synnerligen tillgiven vän” till Agnes. Matilda Torell vägrar lämna slottet och stämmer Natalia i rätten. Parterna når en förlikning och Fredrik Asp flyttar in runt år 1900.

- 1904 Fredrik Asp avlider. Han hade tidigare i sitt liv grundat en textilfabrik i Norrköping som han sedan flyttade till Motala. Den inrättades i den gamla pappersfabrik som fanns i närheten av Motala verkstad, på andra sidan Duvedalsbron.

- 1910 Aktiebolaget Fredrik Asp bildas och köper upp dödsboet. Carl Fredrik Asp, son till Fredrik Asp, köper Charlottenborgs slott samma år.

- 1913 Carl Fredrik Asp dör, bara 42 år gammal. Änkan Elsa gifter så småningom om sig och säljer efter en tid sin tidigare makes fastigheter, däribland slottet, till AB Fredrik Asp.

- 1914 Ernest Asp, direktör för AB Fredrik Asp, anlitar Östergötlands Enskilda bank som administratör och rådgivare. Banken kommer i praktiken att bli huvudman till både klädesfabriken och slottet, som hyrs ut för olika verksamheter. Släkten Montelius driver café och pensionat i fastigheten och i början av 1930-talet används slottet som vilohem.

- 1934 Eric Widell köper slottet av banken. Under familjen Widells tid installeras centralvärme och man bygger moderna badrum.

- 1959 Charlottenborgs slott säljs till Motala kommun. Familjen Widell bor kvar fram till 1981.

- 1984 Museiverksamhet bedrivs i Motala musei- och hembygdsförenings regi.

- 2017 Motala kommun tar över museiverksamheten. Efter en omgestaltning av utställningarna öppnar slottet åter för allmänheten 2019.